# Coryphella cynara
Coryphella cynara är en snäckart. Coryphella cynara ingår i släktet Coryphella och familjen Flabellinidae. Inga underarter finns listade i Catalogue of Life.